# 555e division d'infanterie
La 555e division d'infanterie (en allemand : 555. Infanterie-Division ou 555. ID) est une des divisions d'infanterie de l'armée allemande (Wehrmacht) durant la Seconde Guerre mondiale.

## Création
La 555. Infanterie-Division est formée le 10 février 1940 à partir de la Divisionstab z.b.V. 443 dans le Wehrkreis VI en tant qu'élément de la 9. Welle (9e vague de mobilisation).
Organisée comme une division statique, elle officie le long du West Wall (mur de l'Ouest ou ligne Siegfried) sur le Haut-Rhin où elle prend part à des opérations de protection des frontières, de sécurité et de défenses anti-aériennes.
Après l'invasion de la France, au cours de laquelle elle avance avec le XXV. Armeekorps de la 7. Armee en Alsace, la division est dissoute le 31 août 1940.

## Organisation

### Commandants
| Date                           | Grade           | Commandant                     |
| ------------------------------ | --------------- | ------------------------------ |
| 12 février 1940 - 15 août 1940 | Generalleutnant | Dr. rer. pol. Waldemar Henrici |

### Officiers d'opérations (Generalstabsoffiziere (Ia))
| Date                        | Grade     | Commandant             |
| --------------------------- | --------- | ---------------------- |
| Février 1940 – 31 août 1940 | Hauptmann | Dr. Heinrich Sartorius |

## Théâtres d'opérations
- West Wall : Février 1940 – Juin 1940
- France : Juin 1940 – Juillet 1940
- Allemagne : Juillet 1940 – Août 1940

## Ordres de bataille
- Infanterie-Regiment 624
- Infanterie-Regiment 625
- Infanterie-Regiment 626
- Infanterie-Regiment 627
- Artillerie-Regiment 555
  - I. Abteilung
  - II. Abteilung
  - III. Abteilung
- Beobachtungs-Abteilung 555
- Nachrichten-Kompanie (plus tard, Abteilung) 555
- Versorgungseinheiten 555